# Systematic Botany
Systematic Botany — рецензований науковий журнал, що висвітлює систематику рослин. Його щоквартально публікує Американське товариство систематиків рослин. Відповідно до Journal Citation Reports у 2010 році імпакт-фактор журналу був 1,897.
Systematic Botany було засновано навесні 1976 року під керівництвом головного редактора Вільяма Луїса Калберсона (Дюкський університет).
Американське товариство систематиків рослин також публікує рецензовану серію монографій Systematic Botany Monographs починаючи з 1980 року.

## Реферування та індексація
Журнал реферується та індексується за:
- Agricola[en]
- Agris
- BioOne[en]
- PubMed
- Scirus
- Science Citation Index Expanded